# Linnéa Jörpeland

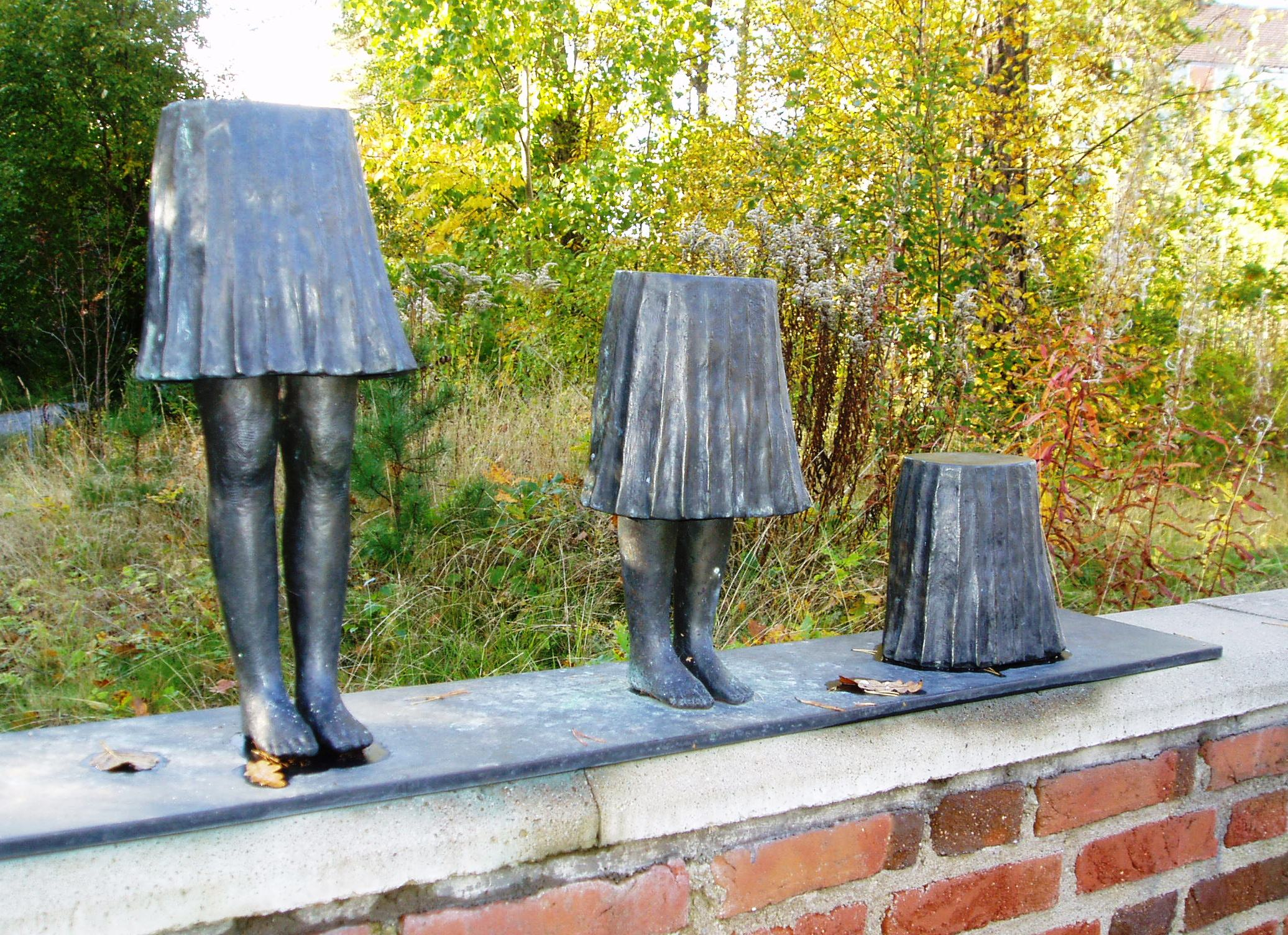
Nigning i Skogås

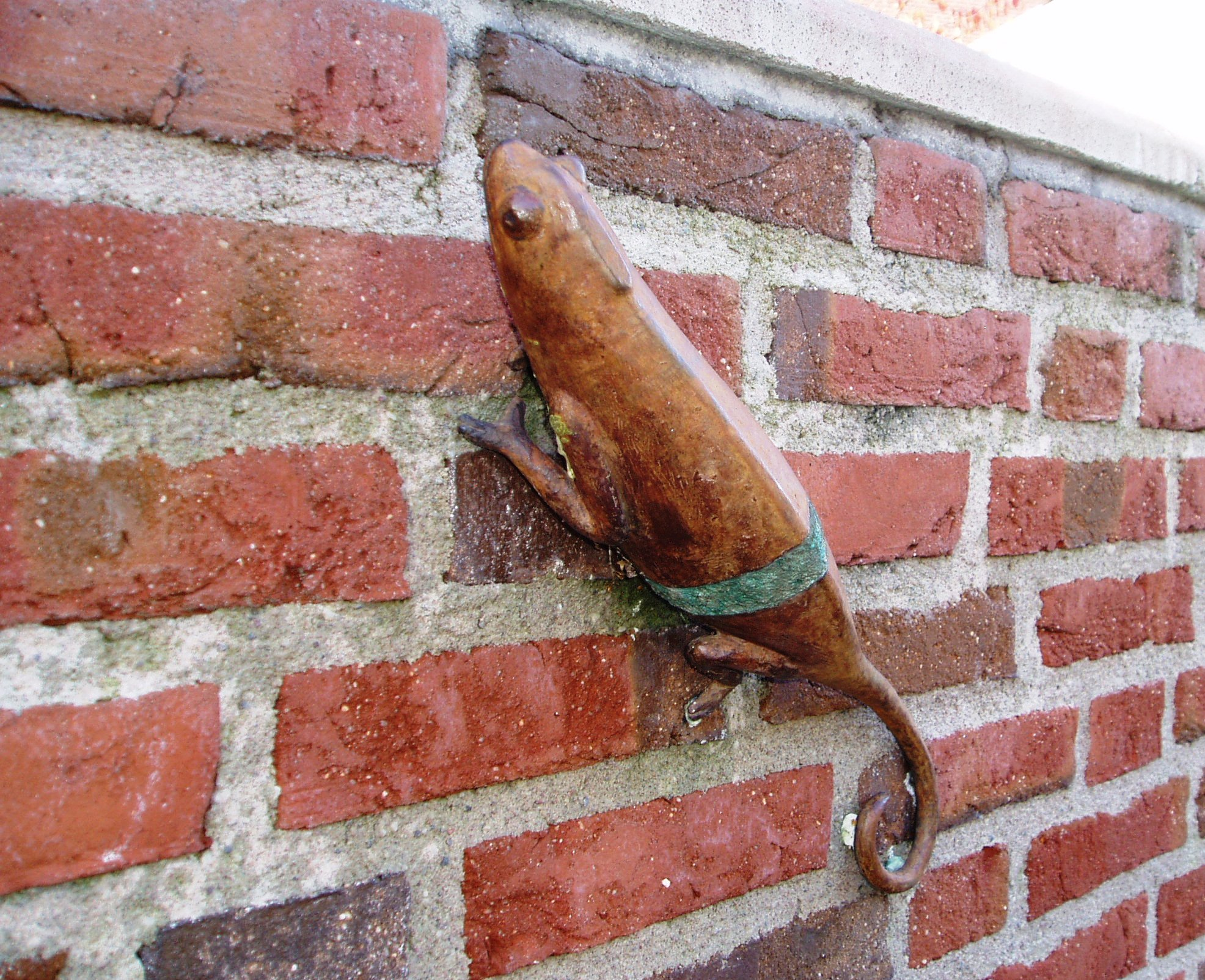
Förnimmelse i Skogås

Linnea Jörpeland, född 22 januari 1971 i Sollentuna församling, är en svensk konstnär.
Hon är utbildad vid Konstskolan Idun Lovén i Stockholm 1991–93 och på Kungliga Konsthögskolan i Stockholm 1994–99.
Jörpeland är dotter till konstnären Solbritt Forsling Jörpeland.

## Haninge kulturhus
Två skulpturer i brons av Jörpeland är placerade i Haninge kulturhus, som invigdes den 12 december 2002. I foajén finns verket Fotvänlig (2002), en skulptur av två nakna fötter med en blomma mellan tårna på ena foten. I ett av fönstren på bibliotekets barn- och ungdomsavdelning med utsikt mot skogen, står Nigning, det är en kjol i tre delar i rörelse nedåt, mot marken. "Ett tillskott av lekfullhet och sinnlighet för kulturhuset", enligt Haninge kulturhus. Skulpturen Nigning (2002) är i litet format och gjuten i brons. "Skulpturen förmedlar ett nästan filmiskt ögonblick då de tre delarna inte tycks vara olika utan snarare sekvenser i en rörelse."

## De tre konstverkenMötet,GryningochSpåri Sundsvall[5]

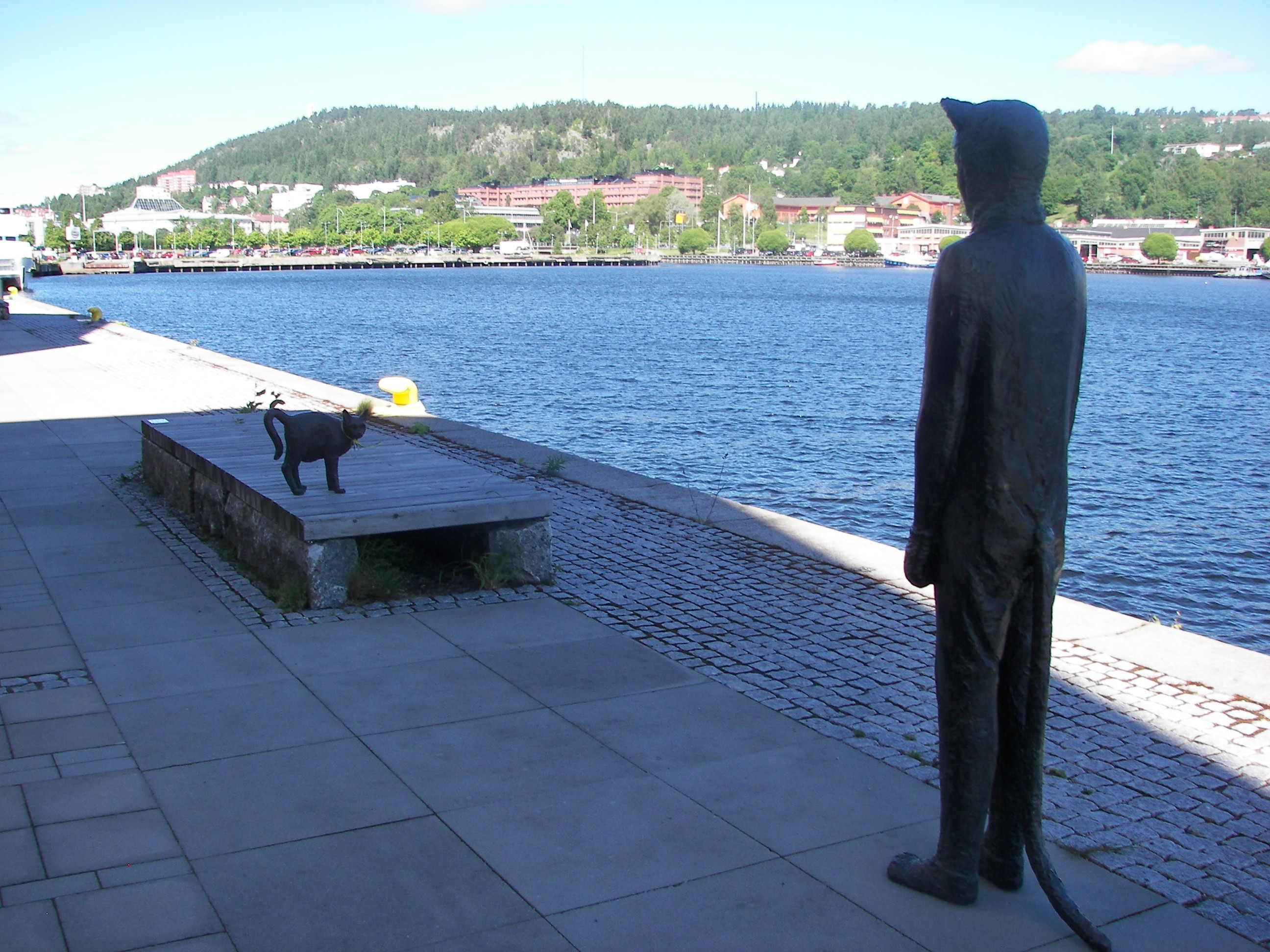
Mötet, Inre hamnen i Sundsvall.

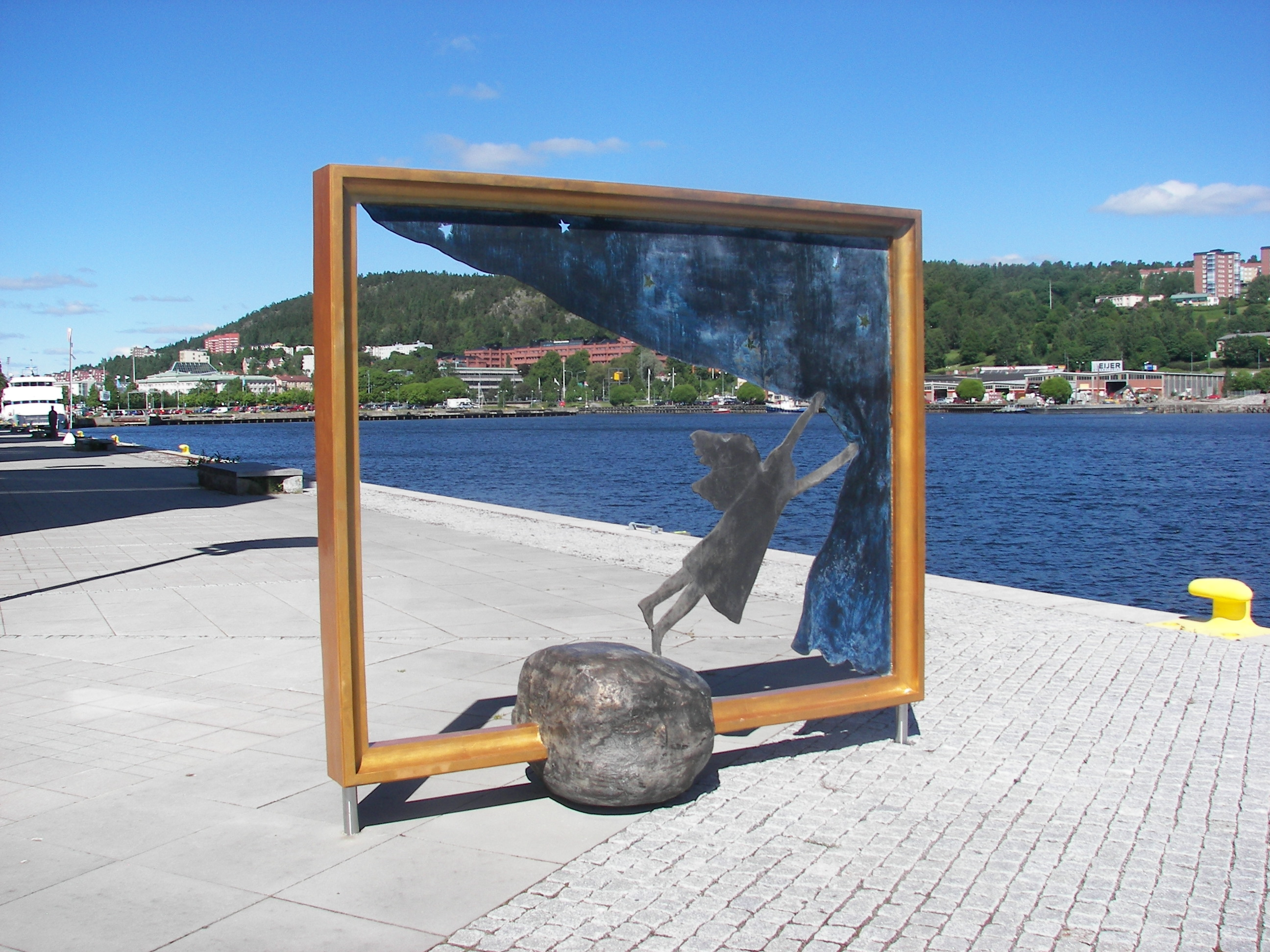
Gryning, Inre hamnen i Sundsvall.

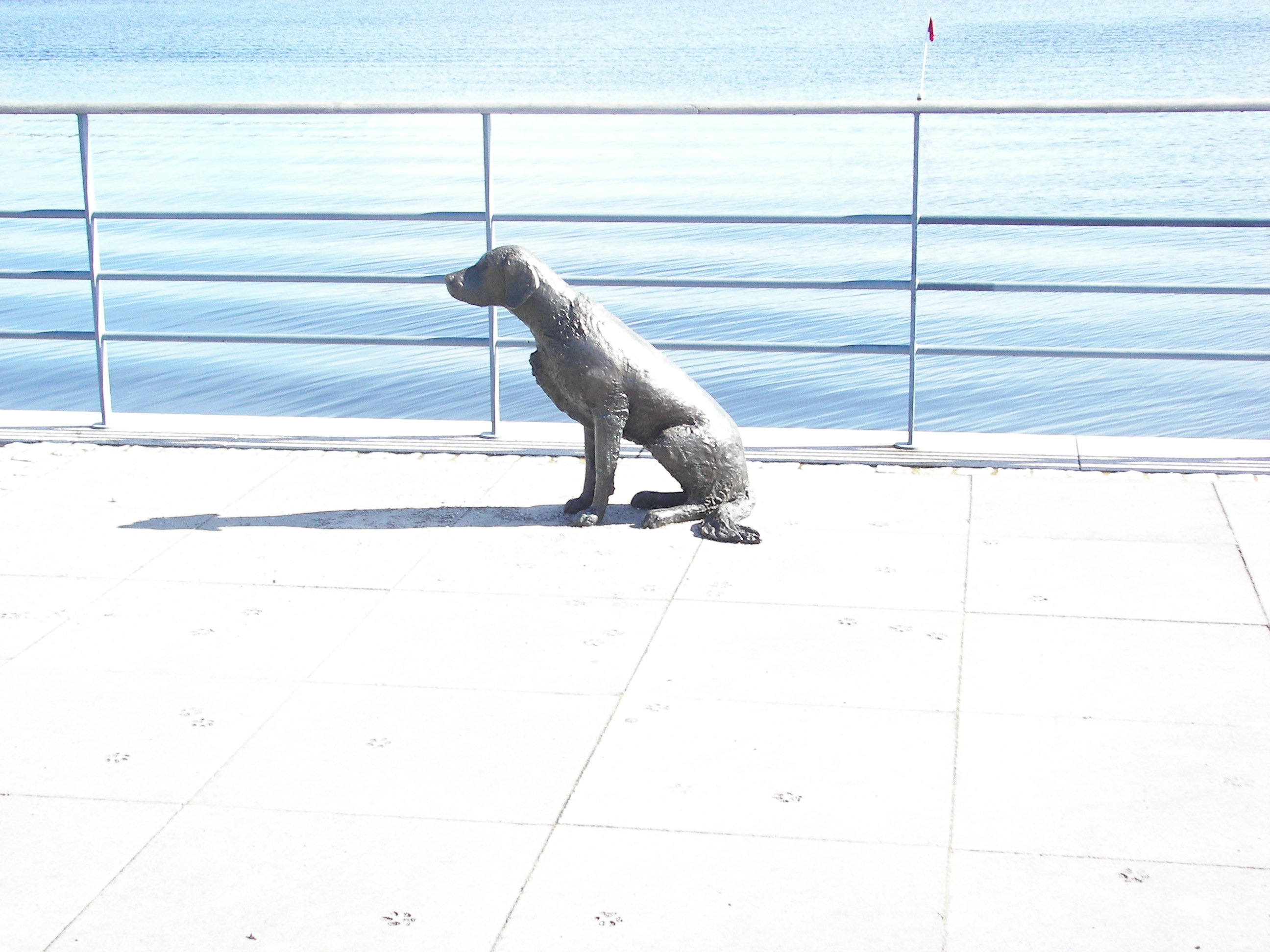
Spår, Inre hamnen i Sundsvall.

Gestaltningen av Skeenden från 2009 är ett samarbete mellan Sundsvalls kommun och Statens konstråd. Alla tre verken är gjorda i brons som endera målats eller patinerats för att få fram önskad färg. De är medvetet placerade direkt på marken och inte på sockel så att de ska bli en påtagligare del av miljön och de människor som rör sig i området. En sockel hade skapat en för konstnären oönskad distans mellan till exempel kattmannen i verket Mötet och de förbipasserande.
Jörpeland har bland annat ställt ut på gallerierna Galleri Mejan på Kungliga Konsthögskolan på Skeppsholmen och Galleri Angelika Knäpper.

## Offentliga konstverk i urval
- Skulptur (2000), S:t Görans gymnasium i Stockholm
- Densamma (2002), Till mötes (2002), Över huvud taget (2002), skulptur brons, natursten, kvarteret Prästgårdsgärdet i Älvsjö
- Fotvänlig (2002), brons, i foajén i Haninge kulturhus
- Hoppfull, brons, en häst, entréhallen till Stockholms läns landstings kulturförvaltnings kontor, Hantverkargatan 11 i Stockholm
- Spegling (2004), brons, Smedslättsskolan, Bromma. Skulptur på skolgården vid entrén till hus A vid Smedslättsskolan på Drömstigen 32 i Smedslätten
- Densamma (2004), brons, Smedslättsskolan, Bromma
- skulptur (2005), Stattenahemmet i Helsingborg, Vårdboende Stattenahemmet, Ringtorpsvägen 29, Helsingborg,
- Reflexioner (2005), brons, Östra Gymnasiet, Huddinge kommun, Skogås, Huddinge kommun.
- Skeenden, med de enskilda skulpturerna Nigning, Förnimmelse, Masken, Över huvud taget ochTätt intill, brons, 2005, Östra gymnasiet i Skogås i Huddinge kommun
- Nigning, brons, 2005,  Sandsbroskolan, Fyllerydsvägen 29 i Växjö[6]
- Medvind, brons, 2006, Vattentornsparken i Märsta
- skulptur (2008), parkeringshuset, Sahlgrenska Universitetssjukhuset, Göteborg, Per Dubbsgatan 15
- Å andra sidan (2008) och Flyttfågel (2008) i vänthallarna i järnvägsstationen i Falkenberg, norra och södra perrongen
- Skeenden, med de enskilda skulpturerna Mötet, Gryning och Spår , brons, 2009, Inre hamnen i Sundsvall
- Zenit, 2010, utanför Skellefteå krafts huvudkontor i Skellefteå
- Flyttfåglar, 2011, Kärrdalsskolan, Myrekärrsvägen 45 i Göteborg
- Sälar (2012), brons och betong, Ormbacka förskola, Jakobsberg, Bråvallavägen 2, Järfälla
- Pingvin och Kameleont, 2013, brons, utanför rådhuset vid Stortorget i Örebro
- Hund (2013), brons, Skövde, rondellen utanför entrén och två verk till Sinnenas trädgård, Äldrecentrum Ekedal, Ekedalsgatan 14, Skövde
- Jarpur, brons, 2013, Skogmurs ridsportanläggning i Andersberg i Gävle
- Å andra sidan och Flyttfågel i vänthallarna i järnvägsstationen i Falkenberg
- Hoppfull, brons, entréhallen till Stockholms läns landstings kulturförvaltnings kontor, Hantverkargatan 11 i Stockholm

## Bildgalleri

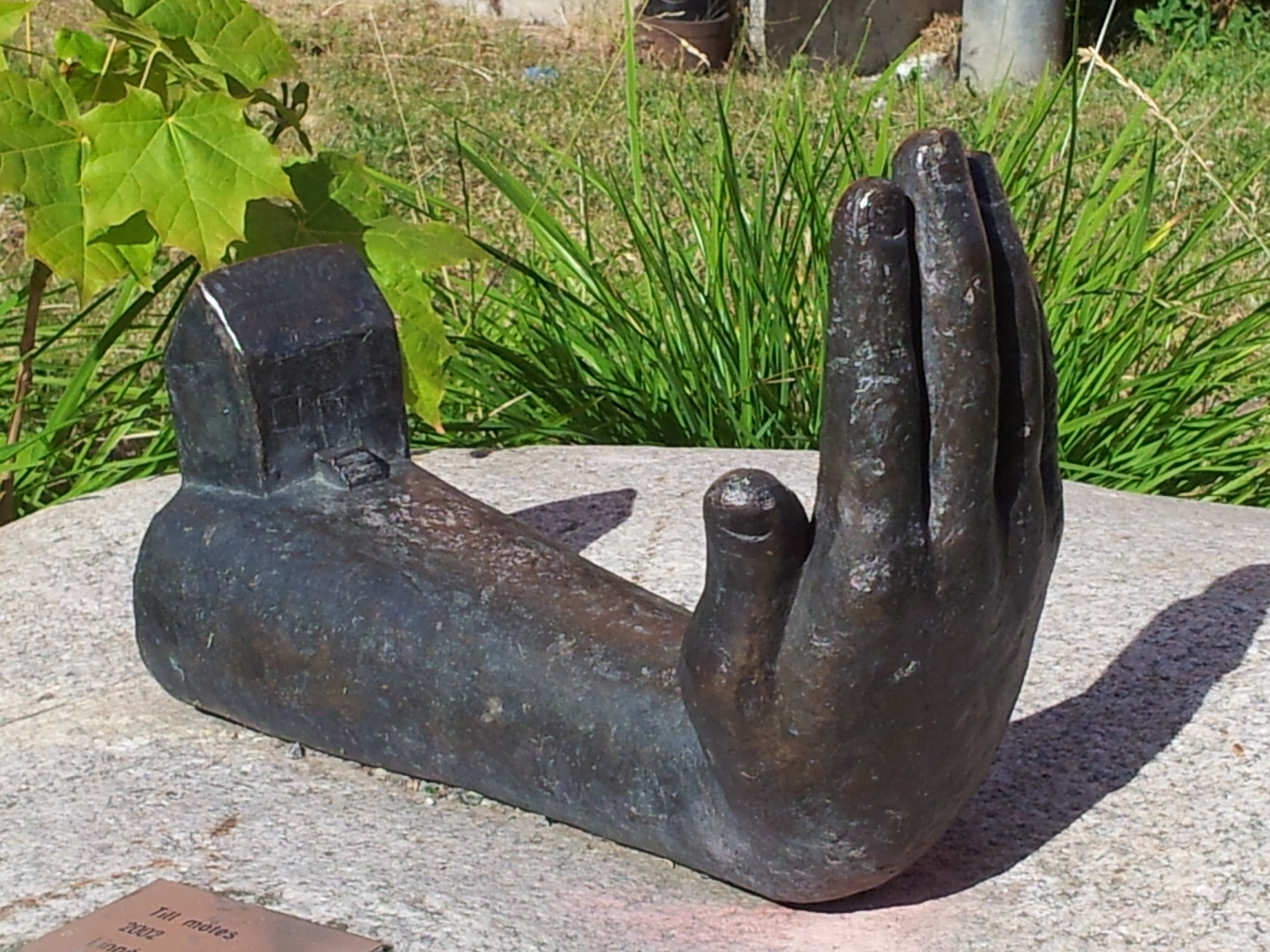
Densamma, Till mötes, Över huvud taget (2002), kv. Prästgårdsgärdet, Älvsjö.
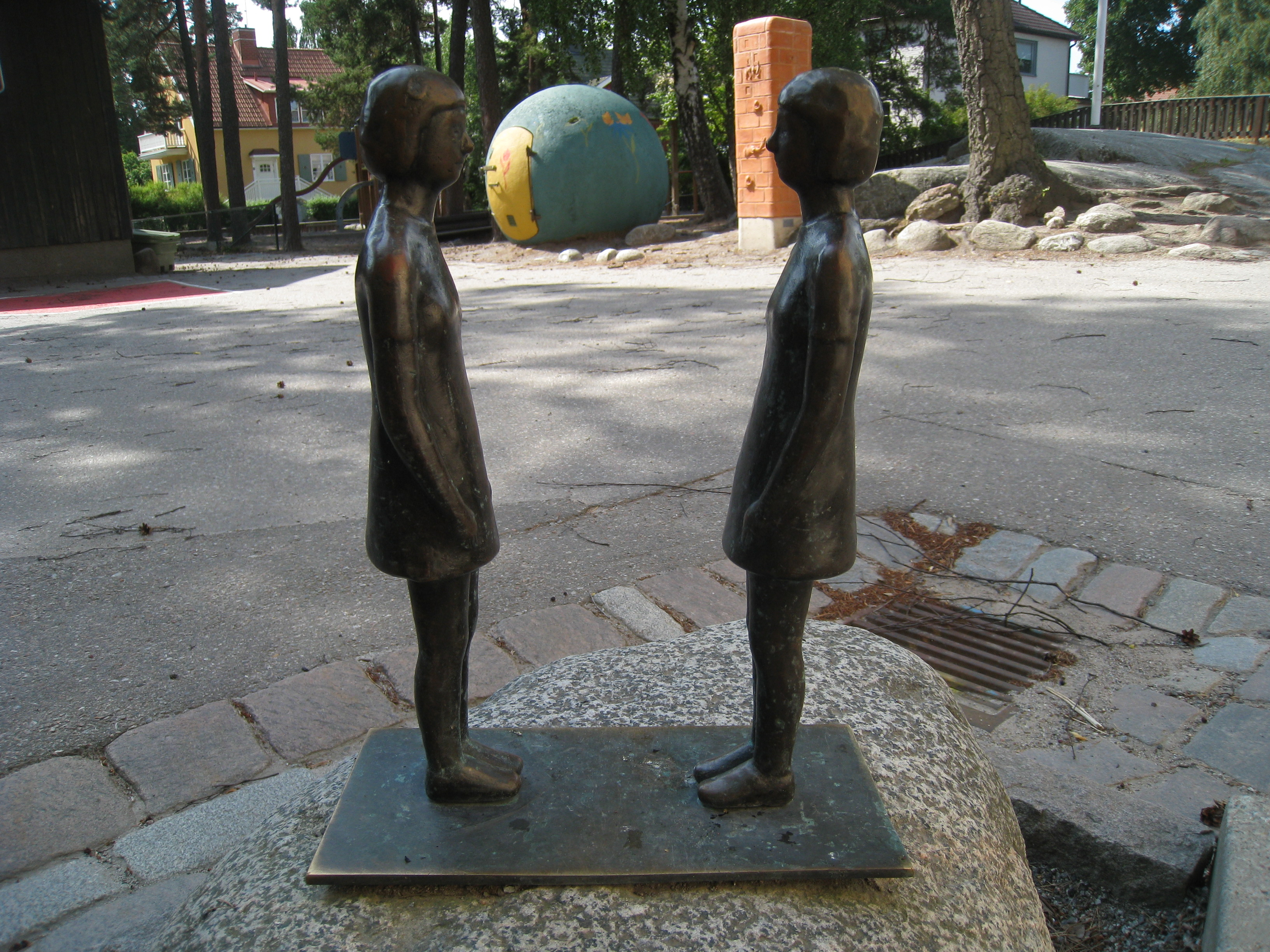
Spegling (2004), Smedslättsskolan, Bromma.
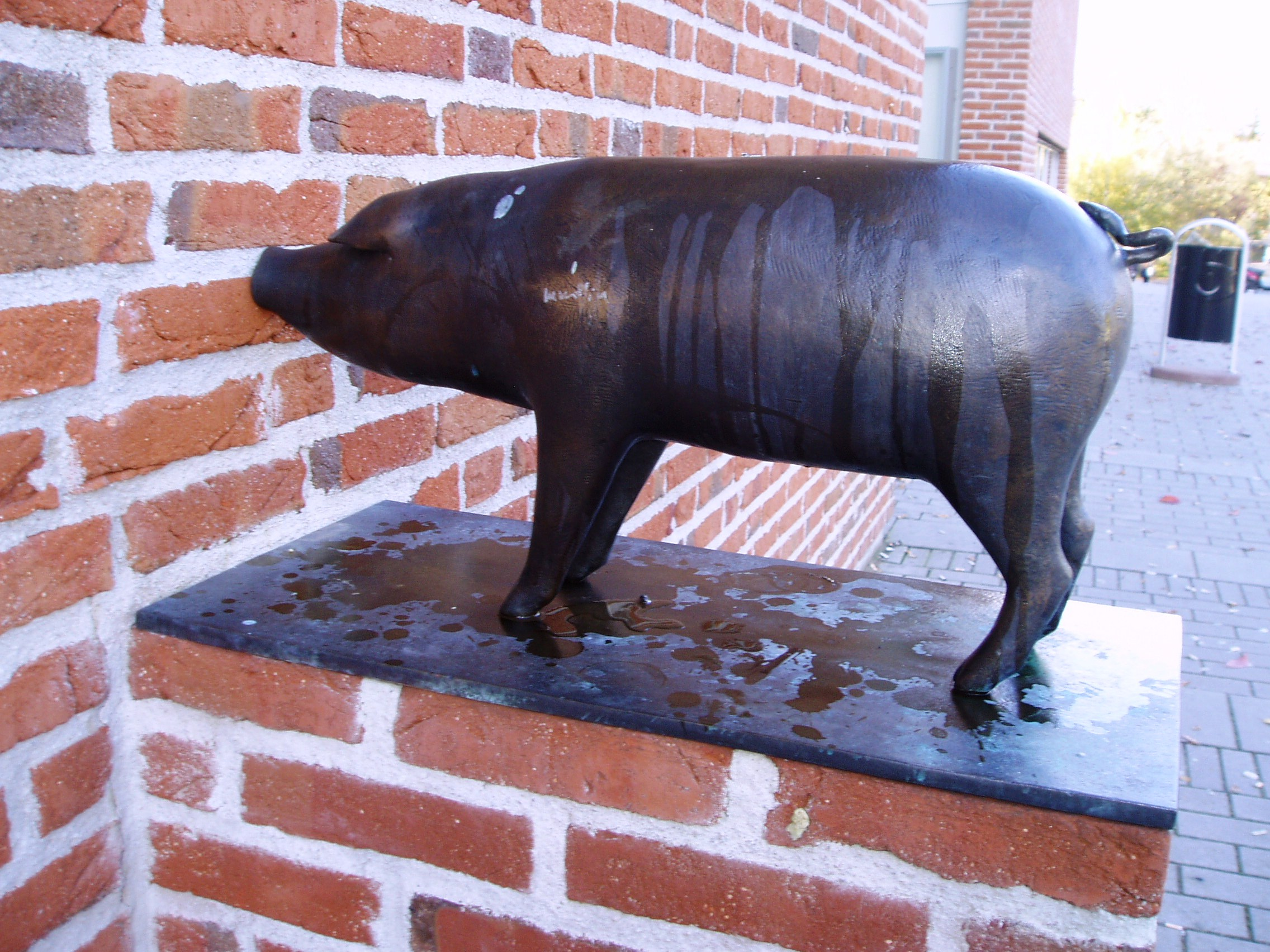
Tätt intill (2005), brons, Östra Gymnasiet, Huddinge kommun i Skogås.
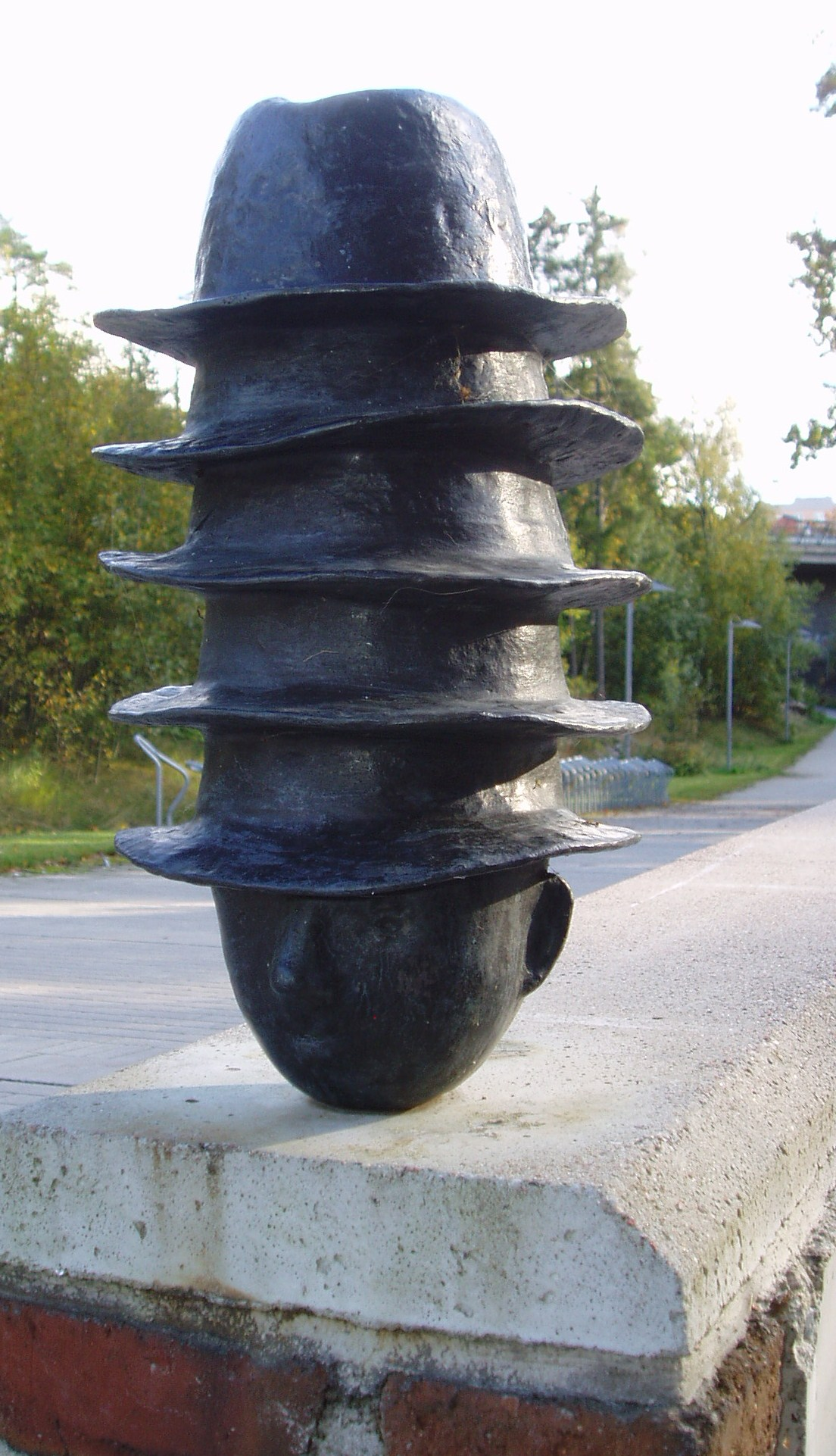
Överhuvudtaget (2005), brons, Östra Gymnasiet, Huddinge kommun i Skogås.
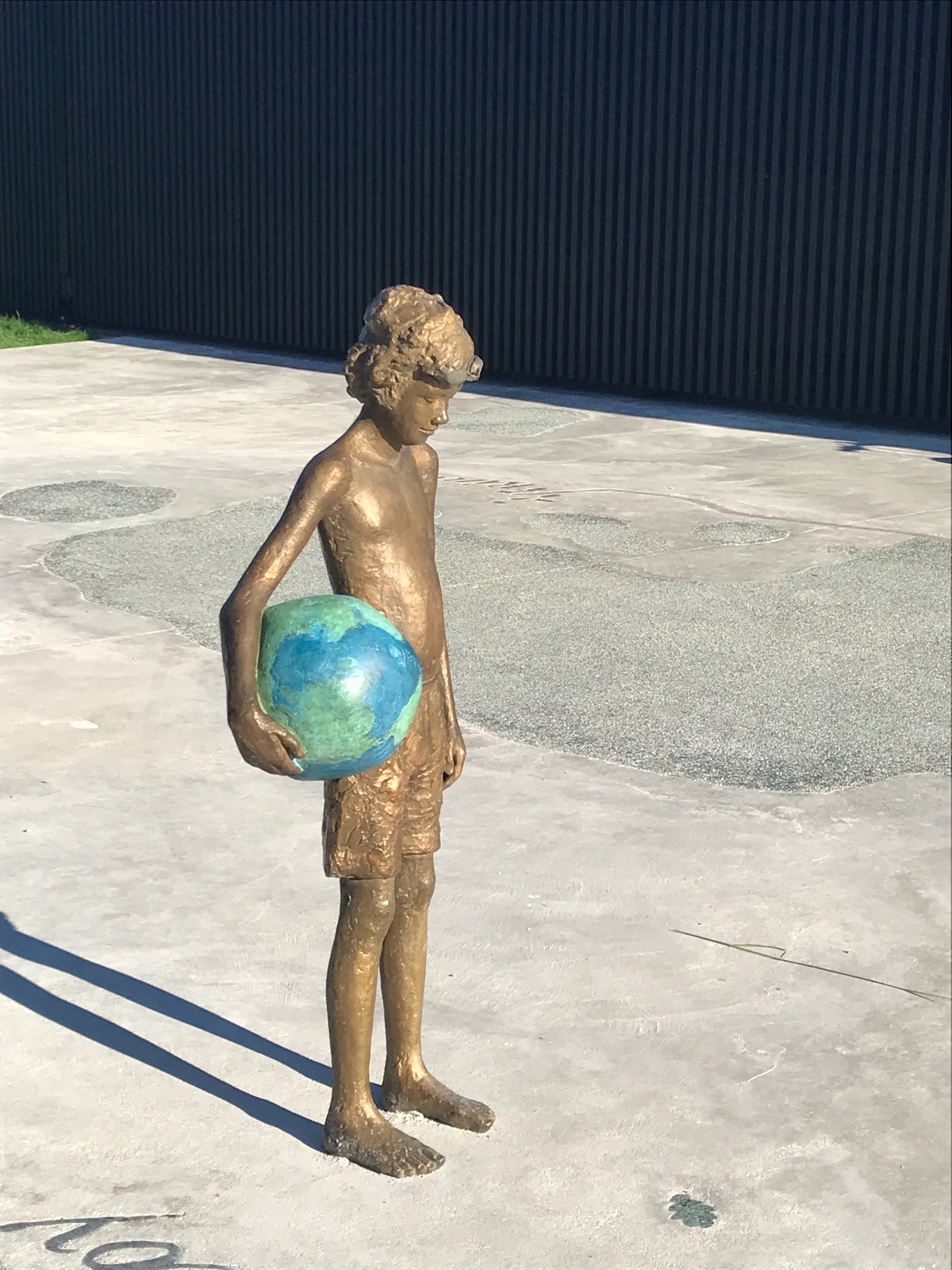
Här och nu, där och då (2020), Järvabadet i Stockholm